# Sokszög

Néhány sokszög

A geometriában sokszögnek (idegen szóval: poligonnak) nevezzük azokat a síkidomokat, melyeket véges sok, egymáshoz csatlakozó egyenes szakasz alkotta zárt görbe (azaz zárt töröttvonal) határol.
Ezeket a szakaszokat oldalaknak nevezzük, és azokat a pontokat, ahol az élek találkoznak, csúcsoknak. Az oldalak összessége a sokszög határa, ha hangsúlyozni kívánjuk a belső pontok sokszöghöz tartozását, akkor sokszöglemezről is beszélhetünk.
A sokszögek a politópok – melyeknek tetszőleges számú dimenziója lehet – halmaza kétdimenziós részhalmazának tekinthetőek.
A számítógépes képalkotásban (grafika) a sokszög szót a geometriától kissé eltérő értelemben használják. Itt inkább arra utalnak a fogalommal, ahogy az alakzatot a számítógépen belül tárolják és változtatják.

## Osztályozás

### Oldalszám
A sokszögeket leggyakrabban oldalszámuk szerint csoportosítják (lásd elnevezések).

### Konvexitás
- Konvex: bármely egyenes, mely a sokszögön áthalad (és nem érinti egy élben vagy csúcsban), pontosan kétszer metszi azt.

A konvex sokszög olyan sokszög, amelynek egyetlen belső szöge sem nagyobb 180°-nál.
- Nem-konvex (konkáv): van olyan egyenes, amely több mint kétszer metszi.

A konkáv sokszögnek van olyan belső szöge, ami nagyobb 180°-nál.
- Csillagsokszög: olyan sokszög, amely bizonyos szabályok szerint metszi önmagát.
- Csillag alakú sokszög: olyan sokszög, melynek teljes belső területe belátható egyetlen pontból.

### Szimmetria
- Egyenlő szögű: minden csúcsszög azonos nagyságú.
- Ciklikus: minden csúcs egyetlen körre illeszthető.
- Izogonális vagy csúcstranzitív: minden csúcs egyazon szimmetriaorbitálon (pálya) belül helyezkedik el. Ezek a sokszögek ciklusosak és egyenlő szögűek is.
- Egyenlő oldalú: minden oldal egyenlő hosszúságú. 5 vagy ennél több oldalú sokszög anélkül is lehet egyenlő oldalú, hogy konvex lenne (Williams 1979, pp. 31-32)
- Izotoxális vagy éltranzitív sokszög: minden él ugyanazon szimmetriaorbitálon (pálya) belül helyezkedik el. Ezek a sokszögek egyenlő oldalúak is.
- Szabályos sokszög. A sokszög akkor szabályos, ha ciklikus és egyenlő oldalú. A nem-konvex szabályos sokszögeket csillagsokszögnek nevezzük.

### Egyéb
- Derékszögű: olyan sokszög, melynek az oldalai derékszögben találkoznak; azaz az összes belső szöge 90 vagy 270 fokos.
- Monoton: ha adott egyenes esetén minden erre merőleges egyenes legfeljebb kétszer metszi a sokszöget.

## Tulajdonságok
Az alábbiakban végig euklideszi geometriában gondolkodunk.

### Szögek
- Minden sokszögben, legyen az szabályos vagy szabálytalan, komplex vagy egyszerű, a szögek és az élek száma megegyezik.
- Egy csúcshoz számos szög tartozik. Ezek közül a két legfontosabb:
  - belső szög – Egyszerű n oldalú sokszög belső szögeinek összege (n‒2)π radián vagy (n‒2)180 fok. Ez azzal magyarázható, hogy minden egyszerű n oldalú sokszöget tekinthetünk (n‒2) háromszög összegének, melyek mindegyikében a szögek összege π radián vagy 180 fok.
  - külső szög – Ha egy földre rajzolt egyszerű n oldalú sokszöget körbejárunk, a csúcsoknál megtett fordulatok nagysága egyenlő a külső szöggel. Ha egy sokszöget teljesen körbejárunk, teljes fordulatot tettünk, tehát a külső szögek összege 360°. A külső szög a belső szög kiegészítő szöge, ezért a belső szög könnyen kiszámolható belőle.

Ez az eszmefuttatás  akkor is igaz, ha egyes belső szögek nagyobbak 180°-nál: ha óramutató szerint járjuk körbe, ez azt jelenti, hogy ilyen esetekben jobb helyett balra kell fordulnunk, amely negatív fordulat.
Az n oldalú szabályos sokszög bármely belső szögének nagysága: (n‒2)π/n radián vagy (n‒2)180/n fok. A szabályos csillagsokszögek belső szögeit elsőként Poinsot tanulmányozta egy dolgozatában, melyben a négy Kepler–Poinsot-poliédert írja le.
Ha egy n oldalú sokszöget körbejárunk, a külső szögek összege (vagyis a csúcsoknál megtett fordulatok összege) 360° bármely egész számú többszöröse lehet (ötszög esetén 720°).

### Átlók
A sokszög egy átlója a sokszög két nem szomszédos csúcsát összekötő szakasz.
Az n oldalú konvex sokszög átlóinak száma: {\displaystyle {\frac {n(n-3)}{2}}}
Magyarázat: Minden csúcsból n–3 átló húzható (az adott csúcsból önmagába és a két szomszéd csúcsba nem vezet átló), mivel ezeket összeadva minden átlót pontosan kétszer számoltunk, ezért osztunk kettővel.

### Terület
A sokszög területe az a síkrégió (kétdimenziós), amelyet a sokszög körülzár.

#### Egyszerű sokszögek
Az egyszerű sokszög A területét kiszámíthatjuk, ha ismerjük a csúcsok Descartes-koordinátáit (x1, y1), (x2, y2), …, (xn, yn), olyan sorrendben, ahogy a területét óramutatóval ellentétes irányban körbejárnánk.
A képlet a következő:
{\displaystyle A={\frac {x_{1}y_{2}-x_{2}y_{1}+x_{2}y_{3}-x_{3}y_{2}+...+x_{n}y_{1}-x_{1}y_{n}}{2}}\,}
{\displaystyle ={\frac {x_{1}(y_{2}-y_{n})+x_{2}(y_{3}-y_{1})+x_{3}(y_{4}-y_{2})+...+x_{n}(y_{1}-y_{n-1})}{2}}.}
Ezt a képletet Meister írta le először 1769-ben, majd Carl Friedrich Gauss 1795-ben. Bizonyítható úgy, hogy a sokszöget háromszögekre bontjuk, de tekinthetjük a Green-tétel speciális esetének is.
Ha a sokszög felrajzolható egy azonos térközű rácsra úgy, hogy minden csúcsa egy rácspontra esik, akkor a Pick-tétel alapján felírható egy egyszerű képlet a sokszög területére, a belső és határ-rácspontok száma alapján.
Ha adott bármely két egyszerű sokszög, melyek területe megegyezik, akkor az első felosztható olyan kisebb sokszögekre, melyekből kirakható a második sokszög.
Ez a Bolyai-Gerwien-tétel.
Az n oldalú s oldalhosszúságú szabályos sokszög területe az alábbi képlettel számolható:
{\displaystyle A={\frac {n}{4}}s^{2}{\text{ctg}}{\cfrac {\pi }{n}}.}
A szabályos sokszög oldalhossza (s) kifejezhető a köréírt kör sugarából (R) és a beírt kör sugarából (r) is:
{\displaystyle s=2\cdot R\cdot \sin {\pi  \over n}=2\cdot r\cdot {\hbox{tg}}{\pi  \over n}}
így a terület felírható ezek függvényeként is a következőképpen:
{\displaystyle A=n\cdot R^{2}\cdot \sin {\pi  \over n}\cdot \cos {\pi  \over n}=n\cdot r^{2}\cdot {\hbox{tg}}{\pi  \over n}}

#### Önmagukat metsző sokszögek
Az önmagát metsző sokszög területét kétféleképpen is definiálhatjuk, melyek alapján más-más értéket kapunk.
- Ha az egyszerű sokszögek fent leírt módszerét alkalmazzuk, akkor észrevehetjük, hogy a sokszög bizonyos területei egy értékkel szorzódnak, melyet a terület sűrűségének nevezünk. Például a pentagramma (ötágú csillag) közepén elhelyezkedő konvex ötszög sűrűsége = 2. A keresztezett négyszög (nyolcasszerű (8) alakzat) két háromszög alakú területének ellentétes előjelű sűrűségfaktora van, ezért területük összege zérus.
- Ha a körülzárt területeket ponthalmaznak tekintjük, akkor meghatározhatjuk a ponthalmaz területét. Ez megfelel annak a sík területnek, melyet a sokszög lefed, vagy azon egyszerű sokszög területének, amelynek a körvonala megegyezik az önmagát metszőével (vagy a keresztezett négyszög esetén a két egyszerű háromszöggel).

### Szabadságfokok
Egy n oldalú sokszögnek 2n szabadságfoka van, melyből 2 a pozíció, 1 a forgatási irány, 1 a teljes méret, 2n–4 pedig az alak szabadsága. Lineáris szimmetria esetén az utóbbi n–2-re csökken.
Legyen k≥2. Egy nk oldalú k-szoros forgási szimmetriájú (Ck)
sokszög esetén 2n –2 szabadságfok van az alak tekintetében. Ha ehhez még tükörszimmetria is járul, (Dk) akkor n –1 a szabadságfokok száma.

### Szerkeszthető sokszögek
Szerkeszthető sokszögnek nevezzük azt a szabályos sokszöget, amely szerkeszthető körző és egyélű vonalzó használatával. Például a szabályos ötszög szerkeszthető, míg a szabályos hétszög nem.

## Általánosítás
Kombinatorikus értelemben a sokszög tekinthető szakaszok és szögek ciklikus (tehát önmagába visszatérő) váltakozó sorozatának. 
A modern matematikai felfogás ezt a strukturális sorozatot egy olyan elvont (absztrakt) sokszöggel írja le, amely az elemek részlegesen rendezett halmaza (partially-ordered set – poset).
A sokszög belseje (teste) egy másik elem, és (technikai okokból) a null politóp vagy nullitóp is.
Általában minden geometriai sokszög ennek az elvont sokszögnek a „megvalósulása”.
Itt szóba jön néhány elem elvontból a geometrikusba való „leképezése” is.
Egy ilyen sokszögnek nem feltétlenül kell egy síkra esni, egyenes oldalainak lenni, területet körbezárni, és az egyes elemek átfedhetik egymást vagy egybeeshetnek.
Például egy szférikus (gömbszerű) sokszög egy gömb felszínére rajzolható, és oldalai nagy körök ívei. Egy másik példa: a legtöbb sokszög azért határtalan, mert önmagukban végződnek, de az apeirogonok (végtelen sokszögek) azért határtalanok, mert a végtelenségig folytatódnak, és sosem lehet elérni a határoló végpontjukat.
Tehát ha sokszögről beszélünk, ügyelnünk kell arra, hogy először tisztázzunk, milyen típusról beszélünk.
A kétszög olyan zárt sokszög, amelynek két oldala és két csúcsa van.
Egy gömbfelszínen megjelölhetünk két ellentétesen elhelyezkedő pontot (az Északi- és Déli-sarkhoz hasonlóan), és összeköthetjük őket egy félkörrel. Ha egy másik félkörrel is összekötjük őket, kétszöget kapunk.
Ha a gömbfelszínt kétszögekkel töltjük (csempézzük) ki, akkor egy poliédert kapunk, melyet hozoédernek nevezünk. Ha ellenben csak egy kört vizsgálunk, amely teljesen körbeéri a gömböt és csak egyetlen „csúcsa” van, egyszöget kapunk (monogon/henagon).
A sokszögek más felületeken másképpen is megvalósulhatnak – euklideszi (lapos) síkon azonban a testüket nem tudjuk értelmesen leképezni, ezért degeneráltnak tekintjük őket. 
Az ideális sokszöget többféleképpen általánosíthatjuk. Az alábbi rövid listában néhány degenerált esetet sorolunk fel (vagy speciális eseteket – nézőpontunktól függően):
- Kétszög: euklideszi síkon szögei 0°-osak.
- 180°-os szög: síkban apeirogont, gömbfelületen diédert kapunk.
- Az aszimmetrikus (egyoldalas/elferdült) sokszög (skew polygon) nem illeszkedik egy síkra, hanem 3 vagy több dimenzióban foglal helyet cikcakkhoz hasonlóan.

Ennek klasszikus példái a szabályos poliéderek Petrie-sokszögei.
- A szférikus sokszög (gömbsokszög) esetén az élek (körívek), és a csúcsok egy gömbfelületen helyezkednek el.
- Az apeirogon élek és szögek olyan végtelen sorozata, amely ugyan nem zárt, mégsincs vége, mivel a végtelenbe nyúlik.
- A komplex politóp vagy komplex sokszög a rendes sokszöggel analóg alakzat, de kilép a prehilberti síkból/térből.

## A sokszögek elnevezése
A sokszögek angol elnevezése (polygon) a latin polygōnum főnévből származik, amely az ógörög polygōnon/polugōnon πολύγωνον főnévből származik, amely viszont a polygōnos/polugōnos πολύγωνος (hn melléknévből), melynek jelentése „sokszögletű”.
Az egyes sokszögeket az oldalaik száma alapján nevezzük el, ahol a görög eredetű szám-előtaghoz kapcsoljuk a -gon suffixumot. Például pentagon, dodekagon. Nagy számoknál a matematikusok néha magát a számot írják ki, például 17-szög (17-gon).
A számot lehet változóval is helyettesíteni: n-szög (n-gon) vagy n oldalú sokszög.
Ez akkor hasznos, ha az oldalak számát képletbe foglaljuk. Néhány különleges sokszögnek saját neve is van, például a szabályos csillag-ötszög más néven pentagramma.
| magyar név       | angol név                                       | élek          |
| ---------------- | ----------------------------------------------- | ------------- |
| egyszög          | henagon (monogon)                               | 1             |
| kétszög          | digon                                           | 2             |
| háromszög        | triangle (trigon)                               | 3             |
| négyszög         | quadrilateral (tetragon)                        | 4             |
| ötszög           | pentagon                                        | 5             |
| hatszög          | hexagon                                         | 6             |
| hétszög          | heptagon ("septagon" = Latin sept- + ógörög)    | 7             |
| nyolcszög        | octagon                                         | 8             |
| kilencszög       | enneagon (nonagon)                              | 9             |
| tízszög          | decagon                                         | 10            |
| tizenegyszög     | hendecagon ("undecagon" = Latin un- + ógörög)   | 11            |
| tizenkétszög     | dodecagon ("duodecagon" = Latin duo- + ógörög)  | 12            |
| tizenháromszög   | tridecagon (triskaidecagon)                     | 13            |
| tizennégyszög    | tetradecagon (tetrakaidecagon)                  | 14            |
| tizenötszög      | pentadecagon (quindecagon vagy pentakaidecagon) | 15            |
| tizenhatszög     | hexadecagon (hexakaidecagon)                    | 16            |
| tizenhétszög     | heptadecagon (heptakaidecagon)                  | 17            |
| tizennyolcszög   | octadecagon (octakaidecagon)                    | 18            |
| tizenkilencszög  | enneadecagon (enneakaidecagon vagy nonadecagon) | 19            |
| húszszög         | icosagon                                        | 20            |
| huszonegyszög    | icosihenagon (icosikaihenagon)                  | 21            |
| huszonkétszög    | icosidigon (icosikaidigon)                      | 22            |
| huszonháromszög  | icositrigon (icosikaitrigon)                    | 23            |
| huszonnégyszög   | icositetragon (icosikaitetragon)                | 24            |
| huszonötszög     | icosipentagon (icosikaipentagon)                | 25            |
| harmincszög      | triacontagon                                    | 30            |
| harminchétszög   | triacontaheptagon (triacontakaiheptagon)        | 37            |
| negyvenszög      | tetracontagon                                   | 40            |
| ötvenszög        | pentacontagon                                   | 50            |
| hatvanszög       | hexacontagon                                    | 60            |
| hatvankilencszög | hexacontaenneagon (hexacontakaienneagon)        | 69            |
| hetvenszög       | heptacontagon                                   | 70            |
| nyolcvanszög     | octacontagon                                    | 80            |
| kilencvenszög    | enneacontagon                                   | 90            |
| százszög         | hectogon                                        | 100           |
| ezerszög         | chiliagon                                       | 1000          |
| tízezerszög      | myriagon                                        | 10 000        |
| százezerszög     | decakismyriagon                                 | 100 000       |
| milliószög       | megagon                                         | 1 000 000     |
| milliárdszög     | nincs                                           | 1 000 000 000 |
| googol-szög      | googolgon                                       | 10100         |

A 20 és 100 közötti élszámú sokszögek elnevezésére az alábbi prefixumokat használhatjuk:
| -kai- | 1  | -hena-      | -gon |   |         |
| -kai- | 20 | icosi-      | -gon | 2 | -di-    |
| -kai- | 30 | triaconta-  | -gon | 3 | -tri-   |
| -kai- | 40 | tetraconta- | -gon | 4 | -tetra- |
| -kai- | 50 | pentaconta- | -gon | 5 | -penta- |
| -kai- | 60 | hexaconta-  | -gon | 6 | -hexa-  |
| -kai- | 70 | heptaconta- | -gon | 7 | -hepta- |
| -kai- | 80 | octaconta-  | -gon | 8 | -octa-  |
| -kai- | 90 | enneaconta- | -gon | 9 | -ennea- |

A 'kai'-t nem mindig használják. 
Ezek alapján egy 42 oldalú sokszöget így nevezhetünk el:
| tízesek     | és    | egyesek | suffixum | teljes név         |
| ----------- | ----- | ------- | -------- | ------------------ |
| tetraconta- | -kai- | -di-    | -gon     | tetracontakaidigon |

egy 50-oldalút pedig a következőképpen:
| tízesek     | és | egyesek | suffixum | teljes név    |
| ----------- | -- | ------- | -------- | ------------- |
| pentaconta- |    |         | -gon     | pentacontagon |

A matematikusok azonban többnyire a fent említett szám-elnevezéseket használják (pl. a MathWorld-ben 17-gonokról és 257-gonokról olvashatunk cikkeket).

## Sokszögek a természetben

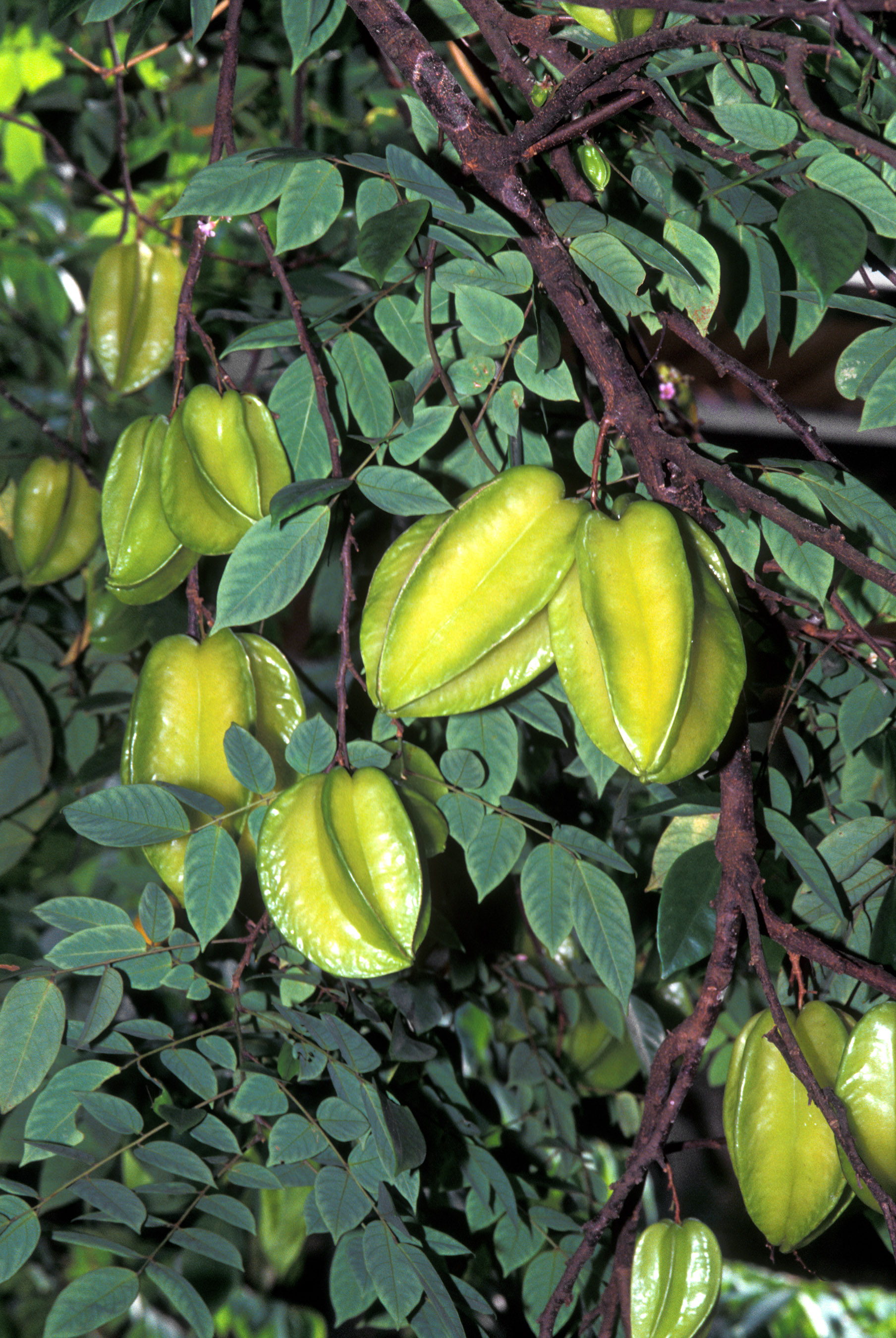
Carambola vagy csillaggyümölcs,
Dél-Ázsiában elterjedt

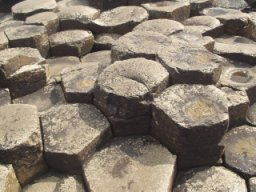
Óriások útja (Giant's Causeway), Észak-Írország

A természetben sok helyen találunk szabályos sokszögeket. Az ásványok világában például a kristályoknak gyakran háromszöges, négyzetes vagy hatszöges felületük van. A kvázikristályoknak  akár szabályos ötszög alakú lapjai is lehetnek.
Egy másik igen érdekes példa az, amikor a kihűlő láva szorosan rendezett hatszögalapú bazaltoszlopokban szilárdul meg, ahogy azt az írországi Óriások útjánál vagy a kaliforniai Devil's Postpile-képződményeknél megfigyelhetjük.
A természet leghíresebb hatszögeit az állatvilágban találjuk.
A méhsejtekben a méhek a méhviaszt (majdnem mindig szabályos) hatszögrácsban alakítják ki, és ebben tárolják a mézet és a virágport, valamint ezen a biztos helyen fejlődnek a lárváik is.
Más állatok saját testükben mutatnak szabályos sokszögalakzatokat vagy legalábbis ilyen szimmetriát.
A tengericsillag például pentagonális (ötszög-) vagy ritkábban heptagonális (hétszög-) vagy más szimmetriát mutat. Más tüskésbőrűek, mint a tengeri sün néha hasonló szimmetriát mutatnak. Bár a tüskésbőrűek nem mutatnak egzakt sugaras szimmetriát, a medúzák és a bordásmedúzák igen – általában négyes vagy nyolcas szimmetriát.
A tengely- és más szimmetriát a növényvilágban szintén sok helyen megfigyelhetjük, különösképpen a virágoknál és kisebb mértékben a magok és gyümölcsök esetében; a leggyakoribb a pentagonális szimmetria. Egy különösen figyelemreméltó példa a Carambola vagy csillaggyümölcs, egy kissé savanykás délkelet-ázsiai gyümölcs, amelynek ötágú csillag alakja van.
A Földről az űrt figyelő korai matematikusok, akik Isaac Newton gravitációs törvénye alapján végeztek számításokat, felfedezték, hogy két égitest között, melyek közös tömegközéppontjuk körül keringenek (mint a Föld és a Nap), léteznek olyan pontok az űrben, a Lagrange-pontok, ahol egy kisebb égitest, például aszteroida vagy űrállomás stabil pályára képes állni. A Föld–Nap-viszonylatban öt ilyen Lagrange-pont létezik. A két legstabilabb pontosan 60°-kal van a Föld előtt és mögött a Föld pályáján. Ha tehát a Nap és a Föld középpontját összekötjük az egyik ilyen ponttal, egyenlő oldalú háromszöget kapunk. A csillagászok találtak is aszteroidákat ezeken a pontokon (Trójai kisbolygók). Még ma is vitatott kérdés, hogy van-e gyakorlati haszna egy ilyen ponton tartani egy űrállomást – bár sose kéne korrigálni a helyzetét, valószínűleg gyakran kerülgetnie kellene az ott jelen lévő aszteroidákat. Kevésbé stabil Lagrange-pontokon már vannak műholdak és egyéb obszervatóriumok.

## Játék a sokszögekkel
- Vágjunk fel sokszögekre egy papírt és alkossunk belőlük tangramot.
- Ha az egybevágó éleket egymáshoz illesztjük, kitölthetjük velük a síkot (tesszaláció).
- Ha több azonos oldalhosszú sokszöget összekapcsolunk és az éleknél meghajlítjuk az alakzatot, háromdimenziós poliédert alkothatunk belőle.
- Ha cikkcakkban hajtogatjuk, végtelen poliédert kapunk.
- A számítógép által képzett sokszögekből felépíthetünk tetszőleges 3D virtuális világokat, melyet benépesíthetünk különféle lényekkel, vidámparkokkal, repülőgépekkel vagy szinte bármivel.

## Sokszögek a számítógépes grafikában
A számítógépes képalkotásban (komputergrafika) a sokszögek olyan kétdimenziós alakzatok, melyeket egy adatbázisban modellezhetünk és tárolhatunk.
A sokszög lehet színes, árnyékolt, mintázott, és az adatbázison belüli helyzetét csúcsainak koordinátáival határozhatjuk meg.
A nomenklatúra (nevezéktan) eltér a matematikában szokásostól:
- Az egyszerű sokszög nem keresztezheti önmagát.
- A konkáv sokszög olyan egyszerű sokszög, melyben legalább egy olyan belső szög van, mely nagyobb 180 °-nál.
- A komplex sokszög metszi önmagát.

A sokszögek használata a valós idejű képalkotásban
A képalkotó rendszer a leképezendő sokszögek szerkezetét egy adatbázisból hívja elő. Innen az aktív memóriába kerülnek és végül a megjelenítő rendszerre (képernyő stb.), ahol megtekinthetőek. A folyamat során a rendszer a sokszögeket perspektivikusan megfelelő formájúvá alakítja, amelyben már át lehet vinni a megjelenítőre. Bár a sokszögek kétdimenziósak, a számítógép úgy rendezi el őket, hogy 3D irányultságúnak tűnnek a megfigyelő számára, ha ő dinamikusan mozgatja a képet.
Morphing
A morphing algoritmusokat arra használhatjuk, hogy kiküszöböljük az olyan nemkívánt artefaktokat, melyek a sokszögek határainál jelennek meg, ahol az eltérő síkban lévő alakzatok találkoznak. Ezek elsimítják vagy elmossák az éleket, és a kép kevésbé tűnik mesterségesnek, sokkal inkább valóságosnak.
Sokszögszámlálás
Mivel a sokszögeket több oldal és több pont határozza meg, annak érdekében, hogy különböző rendszereket össze tudjunk hasonlítani egymással, a sokszögszámláláshoz háromszöget használunk. A háromszög képzéséhez az xyz háromdimenziós koordináta-rendszerben három pontot helyezünk el, tehát kilenc geometriai adattal tudjuk megadni. Ezen felül a színt, fényességet, árnyékolást, mintázatot stb. is kódolhatjuk. Mikor egy adott rendszer jellemzőit vizsgáljuk, meg kell szerezni a sokszögszámlálás egzakt definícióját, amely az adott rendszerre érvényes.
Tesszalációval nyert hálószerű sokszögek
Ha egy négyzetháló n + 1 pontot (csúcsot) tartalmaz oldalanként, akkor n négyzet van a hálóban vagy 2n háromszög, mivel minden négyzetet két háromszög alkot. Ekkor (n + 1)2 / 2n2 csúcs van háromszögenként. Ha az n nagy szám, ennek értéke megközelítőleg egyketted. Tehát a négyzetháló minden csúcsához négy él kapcsolódik.
Csúcsszámlálás
A fentebb említett hatások miatt a csúcsok számlálása megbízhatóbb lehet a sokszögszámlálásnál a képalkotó rendszer képességeinek mérésére.
Pont a sokszögben vizsgálat
A komputergrafikában és a számítógépes geometriában gyakran kell meghatározni azt, hogy egy adott pont P = (x0,y0) egy olyan egyszerű sokszög belsejében helyezkedik-e el, melyet egyenes szakaszok sorozatával adtak meg. Ezt pont a sokszögben vizsgálatnak nevezik.

## Külső hivatkozások
- Sokszögnév-kalkulátor (angol nyelven). [2008. január 18-i dátummal az [ eredetiből] archiválva]. (Hozzáférés: 2009. szeptember 4.)
- Weisstein, Eric W.: Polygon (angol nyelven). Wolfram MathWorld
- What Are Polyhedra? (with Greek Numerical Prefixes)
- Polygons, types of polygons, and polygon properties (interaktív animáció)
- How to draw monochrome orthogonal polygons on screens Archiválva 2008. április 12-i dátummal a Wayback Machine-ben, (Herbert Glarner)